# Vermiculus crassus
Vermiculus crassus is een soort in de taxonomische indeling van de snoerwormen (Nemertea). De huid van de worm is geheel met trilharen bedekt. De snoerworm jaagt op prooien van zijn eigen omvang en vangt deze met behulp van zijn slurf. 
De worm komt uit het geslacht Vermiculus. Vermiculus crassus werd in 1853 beschreven door Dalyell.